# Гордукалова, Галина Феофановна
Гали́на Феофа́новна Гордука́лова (27 декабря 1950, Кемерово — 16 октября 2015, Санкт-Петербург) — советский и российский историк и культуролог, доктор педагогических наук, профессор кафедры документоведения и информационной аналитики Санкт-Петербургского государственного университета культуры и искусств.

## Биография
В 1973 году окончила Кемеровский государственный институт культуры. В 1976—1979 годах училась в аспирантуре Ленинградского государственного института культуры им. Н. К. Крупской и в 1979 году защитила кандидатскую диссертацию, а в 1993 году — докторскую в Санкт-Петербургском государственном институте культуры.
В ЛГИК им. Крупской (СПбГАК, СПбГУКИ) работала в должностях ассистента, а затем доцента кафедры отраслевой библиографии, а в 1992 году возглавила кафедру библиотечно-библиографического обслуживания специалистов гуманитарного профиля, реорганизованную затем в кафедру информационной аналитики. В должности заведующего кафедрой она работала до сентября 2012 года, когда кафедра была объединена с кафедрой библиографоведения и книговедения и получила новое название — кафедра документоведения и информационной аналитики.
В 2012—2015 годах занимала на этой кафедре должность профессора. Читала авторские учебные курсы «Теория документального потока», «Информационно-аналитические технологии», «Методы информационной диагностики», «Информационный мониторинг», «Управление знаниями на предприятии». Вела специализацию «Информационно-аналитическая деятельность».
В течение долгого времени преподавала в Институте повышения квалификации информационных работников.
В 1989 году ввела в научный оборот термин «информационный мониторинг», широко использующийся сейчас.
Галина Феофановна занималась проблемами библиометрии, наукометрии, персональной библиографии, интеграции информационных ресурсов, управления и визуализации знаний.
Галина Феофановна Гордукалова скоропостижно скончалась 16 октября 2015 года в Санкт-Петербурге. Похоронена во Всеволожском районе Ленинградской области на Ковалёвском кладбище.

## Награды
- Знак отличия «За достижения в культуре» Министерства культуры Российской Федерации (2001)

## Избранная библиография
Галина Феофановна Гордукалова — автор более 180 работ.
- Гордукалова Г. Ф. Документальный поток социальной тематики как объект библиографической деятельности: Учеб. пособие / ЛГИК им. Н. К. Крупской. — Л.: ЛГИК, 1990. — 106 с.
- Гордукалова Г. Ф. Мониторинг документального потока для информационной диагностики прогнозируемых объектов: Учеб. пособие / Г. Ф. Гордукалова, Л. А. Юдина; ИПКИР. — М.: ИПКИР, 1991. — 110 с.
- Гордукалова Г. Ф. Информационные ресурсы гуманитарных наук: Экономика: Учеб. пособие / СПбГУКИ. — СПб.: СПбГУКИ, 2000. — 260 с.
- Гордукалова Г. Ф. Электронные документы в общедоступных библиотеках. — Профессия, 2007. — 720 с. (тираж 3000 экз.)[1]
- Гордукалова Г. Ф. Анализ информации: методы, технологии, организация. — СПб.: Профессия, 2009. — 508 с.